# ابراهیم لطفی
ابراهیم لطفی (زادهٔ ۳ خرداد ۱۳۴۵ در تهران) نوازنده و مدرس ویولن، رهبر ارکستر و بنیانگذار «کوارتت زهی تهران» و «ارکستر زهی آرکو» است.

## زندگی هنری
ابراهیم لطفی در سال ۱۳۴۵ در تهران متولد شد. نواختن ویولن را از ۱۰ سالگی با تشویق پدرش که خود از شاگردان ویولن ابوالحسن صبا بود در هنرستان عالی موسیقی آغاز کرد.
از جمله استادان او در هنرستان موسیقی می‌توان به ماریکو مانوکیان و ابوالقاسم طالب‌زاده اشاره نمود. در سال‌های آغاز هنرستان به عنوان خواننده خردسال در اجرای چند اُپرا از جمله اپراهای توسکا، کارمن، «ورتر» و «اتللو» در تالار رودکی شرکت کرد. وی از ۱۶ سالگی با ارکستر سمفونیک تهران، صدا و سیما و فرهنگسرای بهمن همکاری داشته‌است. او در سال ۱۳۷۵ از دانشکده موسیقی دانشگاه هنر تهران فارغ‌التحصیل شد و پایان‌نامه او با عنوان «اصول نوازندگی ویولُن» به عنوان پایان‌نامه برتر، موفق به اخذ جایزه و لوح تقدیر شد. وی در انتشار کتاب‌های «اُصول نوازندگی و تدریس ویولُن» ایوان گالامیان، «اُصول دست چپ در ویُلن» روجرو ریچی و «اُصول عالیِ آرشه‌کشی» از لوسین کاپه (کَپِه)، هر سه با ترجمه و توضیحات محسن کاظمیان، مشارکت داشته 
است. برادر او شریف لطفی نیز مدرس دانشگاه، نوازنده هورن، پداگوژیست موسیقی و رهبر ارکستر است.

## فعالیت هنری
ابراهیم لطفی در سال ۱۳۷۶ «کوارتت زهی تهران» را پایه‌گذاری و در کنسرت‌هایی را در تالارهای مختلف تهران همچون تالار رودکی برگزار کرد. در سال ۱۳۸۰ رهبری «ارکستر مجلسی فرهنگسرای نیاوران» را بر عهده گرفت و در تهران و شیراز کنسرت‌هایی را به صحنه برد. او در ضبط و اجرای بیش از هزار اثر موسیقی از جمله موسیقی فیلم، سریال و آلبوم‌های موسیقی شرکت داشته‌است.
وی با هنرستان‌های موسیقی دختران، پسران، دانشگاه تهران  و دانشگاه هنر به عنوان مُدرس ویولن در مقاطع مختلف همکاری داشته و شاگردان بسیاری را تربیت کرده است.
او همچنین عضو هیئت داوران در چند دوره از جشنواره‌های موسیقی، امتحانات عملی کنکور کارشناسی و کارشناسی ارشد موسیقی و گزینش نوازنده برای ارکستر سمفونیک و ارکستر ملی ایران بوده‌است. وی از تابستان ۱۳۹۷ با تأسیس «ارکستر زهی آرکو» رهبری این ارکستر را به عهده گرفته‌است.
روز جمعه هشتم خرداد ۱۳۹۴ در اولین دوره آیین سال نوای موسیقی ایران، تندیس «سال نوا» و لوح تقدیر به ابراهیم لطفی اهدا گردید.